# Li Cunshan
Li Cunshan (chinois simplifié : 李存山 ; pinyin : Lǐ Cúnshān, né à Pékin en 1951) est un philosophe néoconfucianiste chinois contemporain.

## Biographie
Li entre à l'Université de Pékin (Beida) en 1977 et y poursuit ses études de doctorat jusqu'en 1984, dans le département de philosophie. Il a notamment Zhang Dainian 張岱年 (1909-2004) comme professeur et son directeur de mémoire est Zhu Bokun 朱伯崑 (1923-2007), auteur du célèbre et imposant Yixue zhexueshi 易學哲學史 (Histoire philosophique des études du Livre des mutations). 
Après ses études, il est affecté à l’Académie chinoise des sciences sociales (CASS) et travaille dans la rédaction de la prestigieuse revue Zhongguo shehui kexue 中國社會科學 (Sciences Sociales en Chine) dont il deviendra le rédacteur en chef en 1993.
En 2001, il rejoint le laboratoire « Philosophie chinoise » de l’Institut de philosophie de la CASS, laboratoire qu’il dirige depuis 2005. 
Il est actuellement Vice-Président de la Society of Confucius; directeur et membre du Comité Académique du China Confucius Fund
.

## Œuvre
Son œuvre se situe dans le large mouvement philosophique dit néoconfucianisme contemporain (principalement initié par Xiong Shili 熊十力), plus exactement dans la branche du nouveau matérialisme (philosophie du qi,) de Zhang Dainian - ce dernier se référant lui-même à Zhang Zai 張載 (1020-1077) et Wang Fuzhi 王夫之 (1619-1692).
« Les publications de Li suivent deux orientations : l’éthique confucéenne qu’il appelle, à la suite de Tan Sitong (en) 譚嗣同 (1865-1898), étude de l’humanité (renxue 仁學), et la philosophie du qi (qilun 氣論) ». 
Parmi ses ouvrages son Zhongguo qilun tanyuan yu fawei 中國氣論探源與發微 (Recherche sur l’origine et la subtilité de la philosophie du qi en Chine) a réussi à prolonger et compléter le Zhongguo gudai yuanqi xueshuo 中國古代元氣學説 (Théories sur le souffle originel dans la Chine ancienne) de Cheng Yishan 程宜山 (1942-1991).

## Publication

### ouvrages
- (zh) 中國氣論探源與發微 (Recherche sur l'origine et la subtilité de la philosophie du qi en Chine), Pékin, Zhongguo shehui kexue chubanshe,‎ 1990
- (zh) 商鞅评传 : 为秦开帝业的改革家, 广西教育出版社,‎ 1997, 176 p. (ISBN 9787543525627) : une monographie sur le premier grand légiste Shang Yang 商鞅 (IVe siècle av. J.-C.
- (zh) 中國傳統哲學綱要, Pékin, Zhongguo shehui kexue chubanshe,‎ 2008
  - Trad.anglaise : (en) Li Cunshan (dir.), An Outline of Chinese Traditional Philosophy, Paths International Ltd, coll. « Chinese Traditional Philosophy Series », 2015, 436 p.
- (zh) 氣論與仁學, Pékin, Zhongguo chubanshe,‎ 2009

### articles
- (en) « A differentiation of the meaning of qi on severals levels »  (trad. Yan Xin), Zhexue Yanjiu, no 9,‎ 2006, p. 34-41 (lire en ligne)